# 小行星471325
小行星471325（Taowu，臨時編號：2011 KT19），是一顆海王星外天體。該天體與黃道面的軌道傾角達到異常大的110度，並且以逆行環繞太陽。

## 概要
該天體發現於2015年，2016年8月由泛星計畫團隊的天文學家公開，並且隨即被認為與2011年發現後又失去蹤跡的假定存在逆行半人马小行星2011 KT19有關。值得注意的是，它是環繞太陽的一群高軌道傾角天體的其中一個成員天體，並且形成如此不尋常軌道的原因直到2016年8月仍不明。
天文學家先前將2011 KT19的軌道參數和另一顆類似天體2008 KV42（暱稱Drac）進行比較。2011 KT19、2008 KV42與另外4顆高軌道傾角天體似乎共用了同一個軌道平面；並且其中3顆公轉方向為順行，另外3顆則為逆行。偶然造成如此狀態的機率為0.016%。這些天體應在未來數百萬年內離開共同的平面，因為順行和逆行軌道造成的進動方向是相反的。包含假設中的第九行星影響等模擬都顯示無法讓這6顆天體維持在同一個軌道平面，並且模擬中的平面並不會和預測的高傾角且長軌道半長軸軌道模型重合。另一些模擬則顯示，即使是質量與地球相當的高傾角矮行星的軌道也無法重現2011 KT19等天體的共用軌道平面狀態。

## 外部連結
- Discovery of a New Retrograde Trans-Neptunian Object: Hint of a common orbital plane for low semi-major axis, high inclination TNOs and centaurs（页面存档备份，存于）